# Кастел Кастаня
Кастѐл Каста̀ня (на италиански: Castel Castagna) е село и община в Южна Италия, провинция Терамо, регион Абруцо. Разположено е на 452 m надморска височина. Населението на общината е 502 души (към 2010 г.).